# Фарминг
Фарминг (англ. pharming) — процедура скрытного перенаправления жертвы на ложный IP-адрес. Для этого может использоваться навигационная структура (файл hosts, система доменных имен (DNS)).

## Фарминг и фишинг
В классическом фишинге злоумышленник распространяет письма электронной почты среди пользователей социальных сетей, онлайн-банкинга, почтовых веб-сервисов, заманивая на поддельные сайты пользователей, ставших жертвой обмана, с целью получения их логинов и паролей. Многие пользователи, активно использующие современные веб-сервисы, не раз сталкивались с подобными случаями фишинга и проявляют осторожность к подозрительным сообщениям. В схеме классического фишинга основным «слабым» звеном, определяющим эффективность всей схемы, является зависимость от пользователя — поверит он фишеру или нет. При этом с течением времени повышается информированность пользователей о фишинговых атаках. Банки, социальные сети, прочие веб-службы предупреждают о разнообразных мошеннических приемах с использованием методов социальной инженерии. Все это снижает количество откликов в фишинговой схеме — все меньше пользователей удается завлечь обманным путём на поддельный сайт. Поэтому злоумышленники придумали механизм скрытого перенаправления пользователей на фишинговые сайты, получивший название фарминга («pharming» — производное от слов «phishing» и англ. «farming» — занятие сельским хозяйством, животноводством). Злоумышленник распространяет на компьютеры пользователей специальные вредоносные программы, которые после запуска на компьютере перенаправляют обращения к заданным сайтам на поддельные сайты. Таким образом, обеспечивается высокая скрытность атаки, а участие пользователя сведено к минимуму — достаточно дождаться, когда пользователь решит посетить интересующие злоумышленника сайты. Вредоносные программы, реализующие фарминг-атаку, используют два основных приема для скрытного перенаправления на поддельные сайты — манипулирование файлом HOSTS или изменением информации DNS.

## Методы
Популярные методы реализации Фарминг-атак:
- Изменение файла HOSTS
- Изменение файла HOSTS вместе с изменением его местоположения
- Модификация настроек DNS-серверов
- Регистрация ложного DHCP-сервера

## Способы защиты
Способов абсолютной защиты от фарминг-атак не существует, поэтому необходимо использовать профилактические меры:
- Использовать и регулярно обновлять лицензионное антивирусное программное обеспечение.
- Использовать защиту электронного почтового ящика (отключить предварительный просмотр).
- Не открывать и не загружать вложения электронных писем от незнакомых и сомнительных адресатов.